# Mara, Maramureș
Mara este un sat în comuna Desești din județul Maramureș, Transilvania, România.

## Istoric
Numele vechi a localității este Crăcești. În 1964 (prin decretul 799/1964) denumirea localității se modifică în Mara.
Prima atestare documentară: 1415 (Karachfalva). 

## Etimologie
Etimologia numelui localității: din hidron. Mara. (<  rad. i.-e. *mar-, cu sensul de „apă”). 

## Demografie
La recensământul din 2011, populația era de 917 locuitori. 

## Arii naturale protejate (de interes național)
- Mlaștina Vlășinescu;
- Rezervațiile naturale “Creasta Cocoșului” (50 ha);
- „Cheile Tătarului” (15 ha)(Legea 5/2000).

## Galerie de imagini

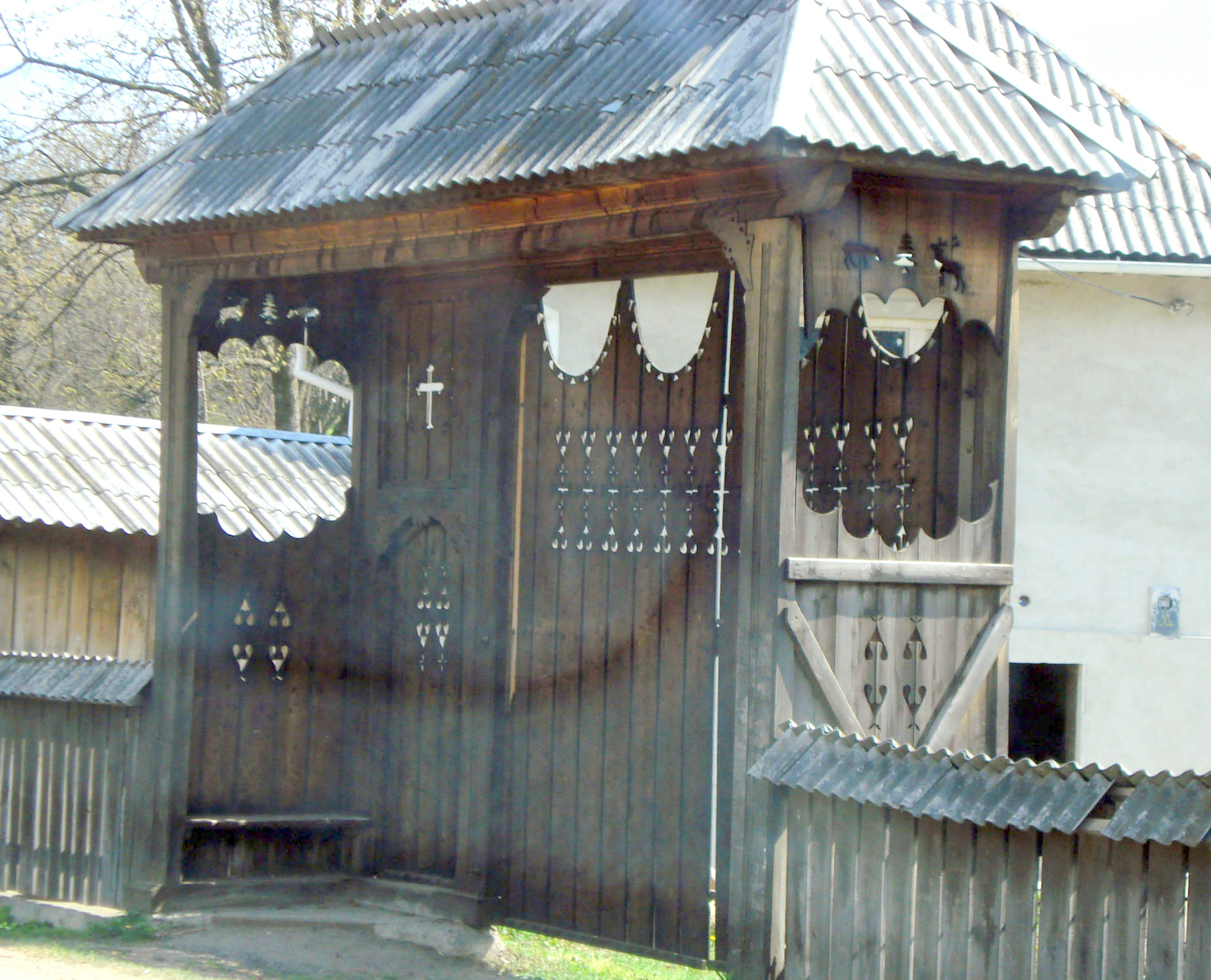
Poartă tradiţională maramureşeană din lemn din satul Mara
Casa din lemn tradiţională din satul Mara

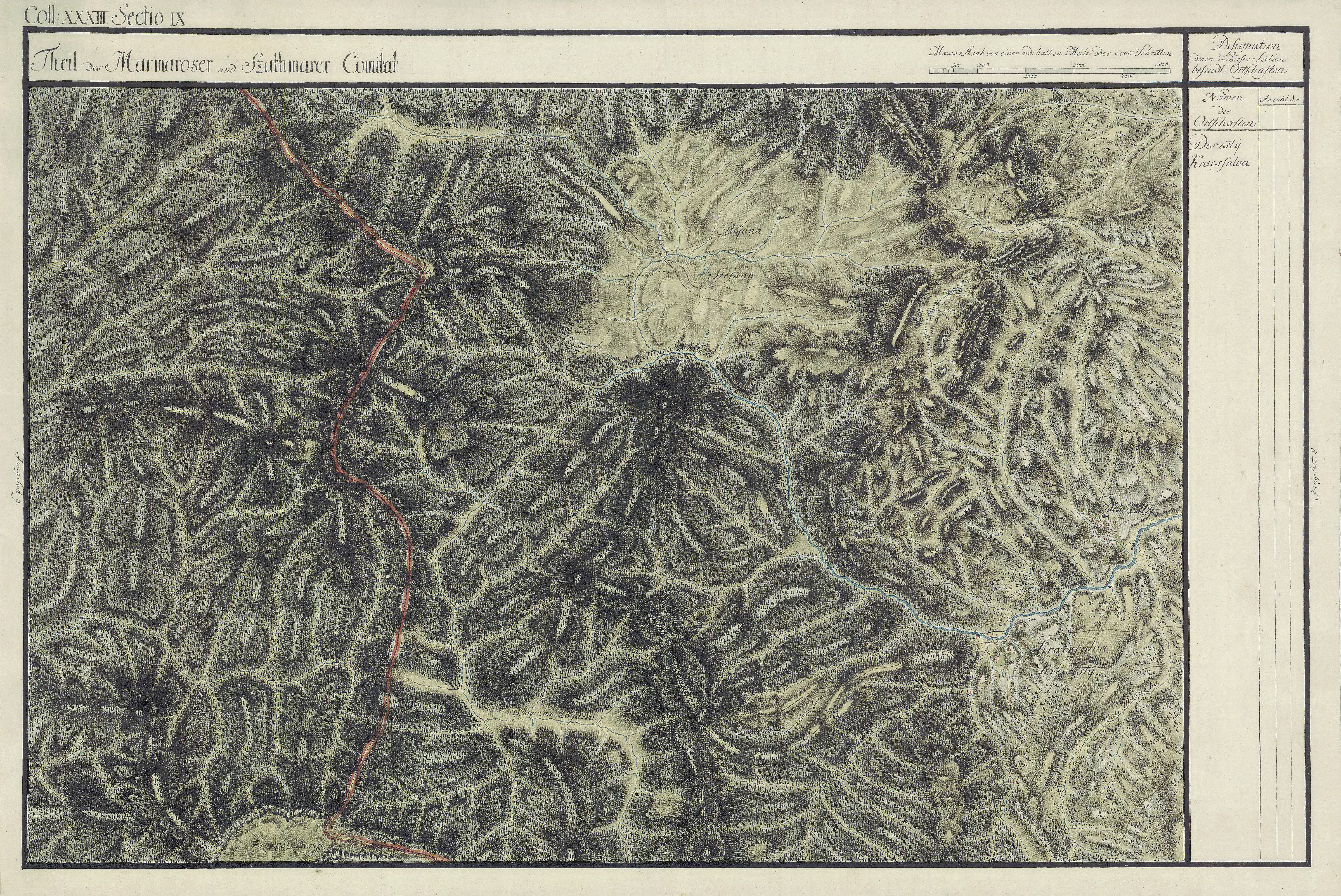
Mara în Harta Iosefină a Comitatului Maramureșului, 1782-85